# Assiminea pecos
Assiminea pecos är en snäckart som beskrevs av Taylor 1987. Assiminea pecos ingår i släktet Assiminea och familjen Assimineidae. IUCN kategoriserar arten globalt som starkt hotad. Inga underarter finns listade i Catalogue of Life.